# マーチ・85C

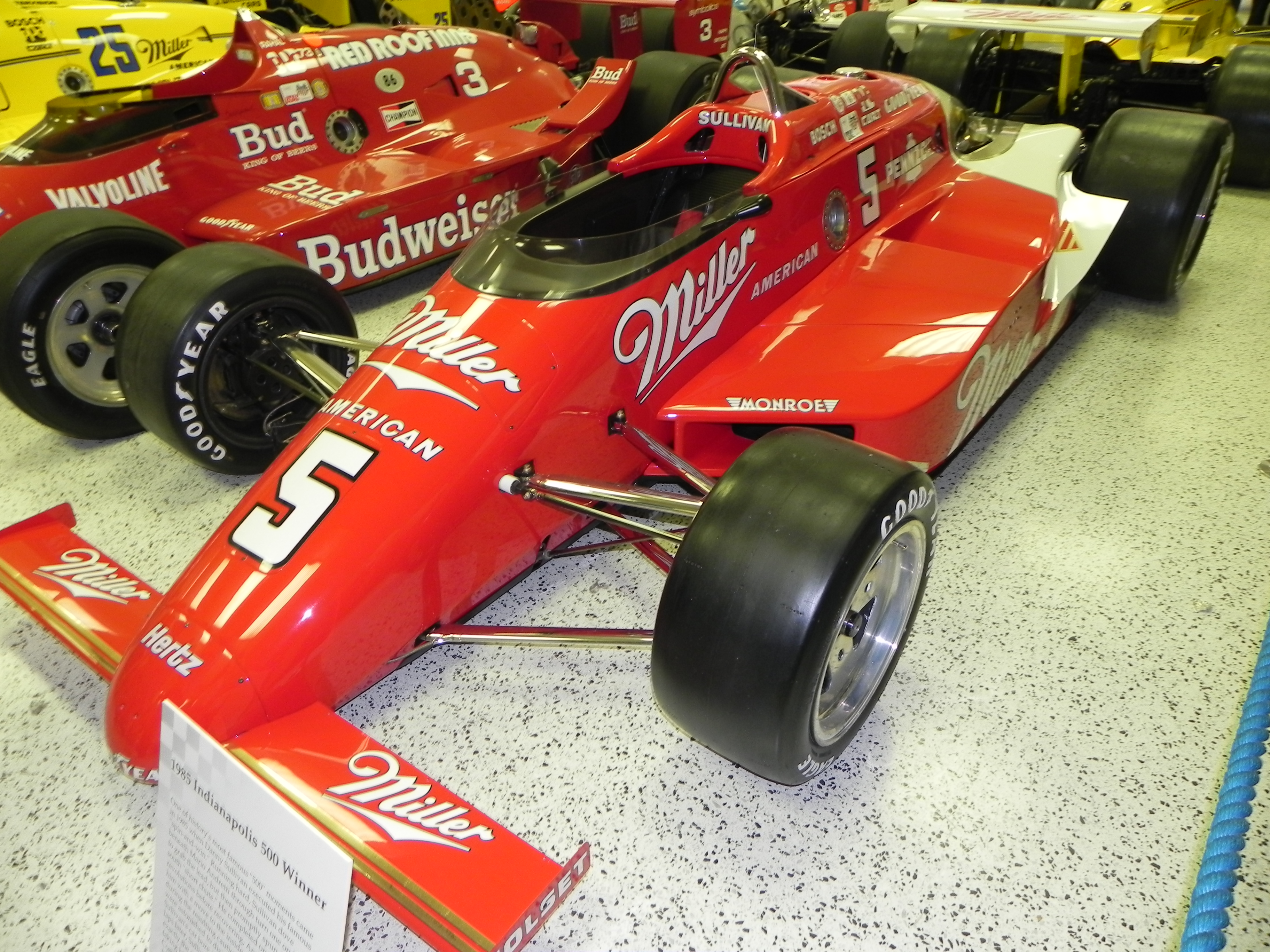
1985年インディ500で優勝したマーチ・85C（ダニー・サリバン車）

マーチ・85C（March 85C）は、イギリスのマーチ・エンジニアリングが1985年のインディカー（CART）用に開発・設計・製造されたオープンホイールレースカーで、エイドリアン・ニューウェイが設計した。全15戦中10勝を挙げ、12回のポールポジションを獲得した。85Cは、アル・アンサーがドライバーズタイトルを獲得し、ダニー・サリバンは有名な「スピン・アンド・ウィン」により、 インディアナポリス500を制した。ビュイック・インディV6ターボエンジンを搭載し、パンチョ・カーターがポールポジション、スコット・ブレイトンが予選2番手と、上位2台を独占した。ビュイックの他に、フォード・コスワース DFXV8ターボエンジンも搭載されていた。

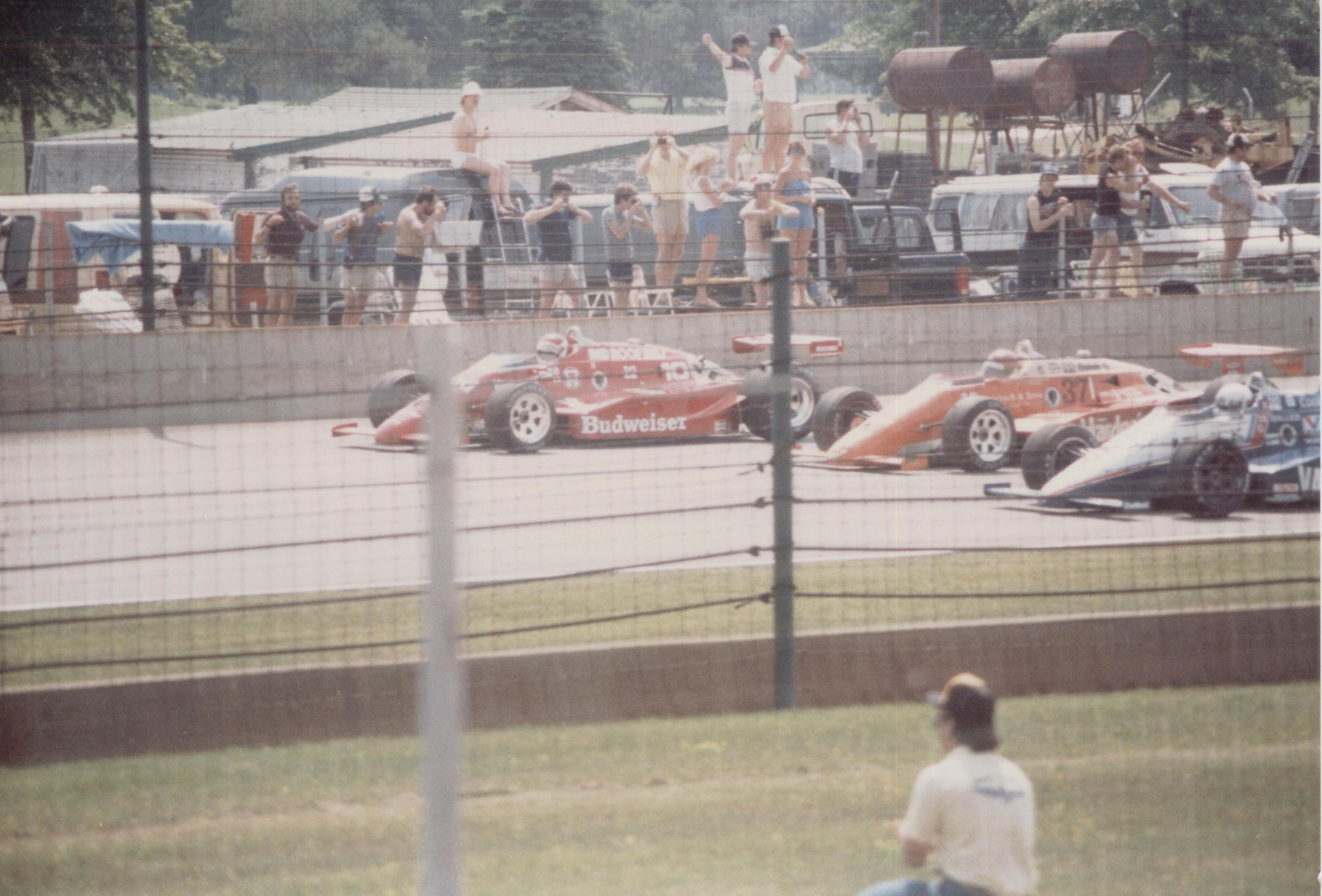
1985年インディ500のスターティンググリッドの最前列では、全てマーチ・85Cで構成されていた。